# オレクサンドル・パヴリュク
オレクサンドル・オレクシオヴィチ・パヴリュク（ウクライナ語：Олекса́ндр Олексі́йович Павлю́к、1970年8月20日 - ）は、ウクライナの軍人、政治家。ウクライナ軍中将。ウクライナ陸軍司令官（2024年2月11日 - 2024年11月29日）。ウクライナ統合軍司令官（2021年7月28日 - 2022年3月15日）。2022年のロシアによるウクライナ侵攻に伴い、 2022年3月15日からキーウ州知事を務めた他、国防第1副大臣を歴任した。ウクライナ英雄（2022年）。

## 経歴
1970年8月20日、ジトーミル州ノヴォフラード＝ヴォリンスキー市で生まれた。1991年、ハルキウ高等戦車指揮学校を卒業した。

### 軍歴
1991年よりソビエト連邦地上軍第47親衛戦車師団戦車小隊の指揮官を務めた。これは第三打撃軍の一部であった。
1993年、故郷ノヴォフラード＝ヴォリンスキー近郊を拠点とするウクライナ陸軍第30独立親衛機械化旅団の戦車中隊指揮官となり、以降1997年に戦車兵団副長、1999年に戦車大隊長、2005年に副指令、2009年に参謀長となった。
2006年から2007年にかけては、コソボ治安維持部隊のウクライナ軍指揮官を務めた。
2010年から2015年にかけて、リヴィウ州ヤーヴォリウを拠点とする第24独立機械化旅団の指揮官を務めた。2014年からはドンバス戦争に参加し、スラヴャンスク、クラスヌイ・リマン、クラマトルスク、リシチャンシク、およびドネツィクとルハーンシクでの戦いで功績をあげた。
2015年3月、イワン・チェルニャホフスキー記念ウクライナ国防大学校に入学し、旅団の指揮をアナトリー・シェフチェンコ大佐に移譲した。2017年卒業。
2015年、少将に昇格。
2017年から2020年まで西部作戦管区司令官。
2018年、中将に昇格。
2020年、ウクライナ陸軍司令部訓練責任者。
2021年7月28日から2022年3月15日まで、ウクライナ統合軍司令官。セヴェロドネツィク、リシチャンシク、ポパスナ、およびドネツィクとルハーンシク地域での戦いに参加した。
2022年1月、英紙タイムズによるインタビューに応じ、ロシア軍によるウクライナ侵攻を予期しつつ、1994年にウクライナが核兵器を放棄したことは大きな間違いだったと語った。
2022年3月3日、ウクライナ大統領ウォロディミル・ゼレンスキーは、「勇気と英雄的行為、ウクライナの国家主権と領土保全対する貢献」を理由に、パヴリュクに「ウクライナ英雄」の称号を授与した。
2022年3月15日、ロシアによるウクライナ侵攻に伴い、キーウ知事に任命された。前任者オレクシー・クレーバはキーウ州人道支援責任者となった。ゼレンスキー大統領は「ロシアは、キーウを支配することでウクライナ全体を支配しようとしているが、全く馬鹿げたことだ。首都と地域の防衛をさらに強化するため、私はウクライナ英雄、中将、統合軍司令官のパヴリュクを州の責任者に任命した」と起用の理由を説明した。任命直後、「防衛に重点を置き、新しい動線、新しい防衛設備、領土防衛と自衛ユニット、軍との交流、兵力の提供を進める。侵略を撃退する必要があり、その後は民間人が専門の職務を行うと述べた。
2022年5月21日、ゼレンスキー大統領は、パヴリュクを州知事から解任し、クレーバを知事に再任した。キーウ州では、パヴリュクの軍事経験を生かして強力な防衛線が新たに作られた。ロシア軍から完全に解放されて以降は、地域のインフラの復旧に着手していた。大統領府は、パヴリュクは軍での仕事に戻ると報告した。
2023年2月14日、国防第1副大臣に任命された。
2024年2月11日、ウクライナ軍総司令官に任命されたオレクサンドル・シルスキーの後任としてウクライナ陸軍司令官に任命された。
2024年11月29日、ウクライナ陸軍司令官を解任された。

## 栄典
- ウクライナ英雄